# Дзвиняч (зупинний пункт)
Дзви́няч — пасажирський залізничний зупинний пункт Тернопільської дирекції Львівської залізниці на лінії Біла-Чортківська — Стефанешти між станціями Торське (6 км) та Заліщики (9 км). Розташований між селами Дзвиняч та Іване-Золоте Чортківського району Тернопільської області.

## Пасажирське сполучення
Пасажирське сполучення здійснюється приміськими поїздами Тернопіль — Заліщики.